# マフムード・ナムジュー
マフムード・ナムジュー (ペルシア語:  محمود نامجو、ラテン表記:Mahmoud Namjoo、1916年 - 1990年1月20日) は、イランのラシュト出身の元男子重量挙げ選手。1952年ヘルシンキオリンピックで銀メダル、1956年メルボルンオリンピックで銅メダルを獲得した。

## 主な競技歴
- オリンピック銀メダリスト（1952）
- オリンピック銅メダリスト（1956）
- 世界選手権金メダリスト（1949、1950、1951）
- 世界選手権銀メダリスト（1954）
- 世界選手権銅メダリスト（1955、1957）
- アジア大会金メダリスト（1951）
- アジア大会銀メダリスト（1958）